# Đồi Charlie
Đồi Charlie, gọi theo phiên âm Việt là đồi Sạc Ly, là một địa danh nằm tiếp giáp giữa ba huyện Sa Thầy, Đăk Tô và Ngọc Hồi, thuộc tỉnh Kon Tum, miền nam Việt Nam. Địa danh này nổi tiếng với nhiều trận giao chiến khốc liệt giữa Quân lực Việt Nam Cộng hòa và Quân đội Hoa Kỳ với Quân đội Nhân dân Việt Nam và Quân giải phóng miền Nam Việt Nam như Trận Đắk Tô, 1967, Trận Kontum. Đây cũng là nơi từng được biết đến với nồng độ dioxin rất cao do ảnh hưởng của chất khai hoang mà quân đội Hoa Kỳ từng rải xuống nhằm ngăn chặn khả năng ẩn giấu binh lực của Quân giải phóng miền Nam Việt Nam.

## Đặc điểm địa lý
Từ trung tâm thành phố Kon Tum theo đường 14 đi khoảng 45 km, tới ngã ba Tân Cảnh, cách địa danh Charlie khoảng 10 km. Vị trí đỉnh đồi Charlie có cao độ xấp xỉ 900m so với mực nước biển, nằm tại khu vực giáp ranh giữa các xã Rờ Kơi (huyện Sa Thầy), PôKô, Tân Cảnh (Đăk Tô) và các xã SaLoong, Đăk Sú (Ngọc Hồi). Hai điểm cao cạnh bên là Ngọc Rinh Rong và Ngọc Rinh Rua, có cao độ là 800m, từng được mệnh danh là "chân cột cờ" của khu vực đồi Charlie.

## Vị trí trong quân sự
Do vị trí điểm cao đột xuất, từ đây có thể có vị trí chiến lược có tầm quan sát rộng, đỉnh đồi từng được Quân Đội Hoa Kỳ và Quân Lực Việt Nam Cộng hòa sử dụng để xây dựng một cứ điểm quân sự để kiểm soát cả một vùng rộng lớn ngã ba Đông Dương.
Vị trí cứ điểm nằm trong một dãy cứ điểm liên hoàn của Lữ đoàn 2 Nhảy dù Việt Nam Cộng hòa, được đặt tên theo các chữ cái A, B, C, D... đến Y, nhằm bảo vệ phi trường Phượng Hoàng và tuyến phòng thủ bên ngoài cho căn cứ Tân Cảnh, tức bản doanh bộ Tư lệnh Hành quân Sư đoàn 22 Bộ binh. Theo thông lệ của quân đội Mỹ và Việt Nam Cộng hòa, mỗi cứ điểm đều có tên đặt theo các chữ cái này bằng tiếng Anh và tiếng Việt, như Alfa - Anh Dũng, hoặc Yankee - Yên Thế. Chính vì vậy, cứ điểm trên ngọn đồi được đặt tên theo chữ cái C, được gọi là đồi C (phiên âm Việt là đồi Xê), hay đồi Charlie hoặc đồi Cải Cách.

## Trận đồi Charlie 1972
Bắt đầu Mùa hè đỏ lửa 1972, Quân đội nhân dân Việt Nam quyết định chiếm Tân Cảnh, cắt Đường 14. Charlie, nơi đóng quân của Tiểu Đoàn 11 Nhảy Dù Quân lực Việt Nam Cộng hòa, nằm trên một vòng đai có nhiệm vụ bảo vệ phía trái đường 14.
Tháng 4 năm 1972, Sư đoàn 320A của Quân đội Nhân dân Việt Nam bao vây cứ điểm Charlie, tấn công liên tục dữ dội bằng pháo và bộ binh.
Ngày 12/04/1972 một trái pháo 130mm rơi trúng hầm chỉ huy, trung tá Nguyễn Đình Bảo tiểu đoàn trưởng tử trận, thiếu tá Lê Văn Mễ lên thay nắm quyền chỉ huy. Sau 7 ngày chống cự quyết liệt đến khi đạn dược, y tế, lương thực đã cạn, ngày 14/4/1972 Tiểu đoàn 11 Nhảy dù buộc phải rút khỏi Charlie. Khi tiểu đoàn dù vừa rút thì B52 được điều tới Charlie trút bom nhằm tiêu diệt lực lượng Quân đội nhân dân Việt Nam vừa chiếm đóng ở đó. Trong số các chiến sĩ tử trận trong đợt bom B52 nầy có Đàm Vũ Hiệp, tiểu đoàn trưởng Tiểu đoàn 8, Trung đoàn 64, Sư đoàn 320A. Chỉ vài ngày sau khi Charlie thất thủ, ngày 24 tháng 4 năm 1972, Quân đội Nhân dân Việt Nam chiếm căn cứ Tân Cảnh và Sân bay Phượng Hoàng.

## Trong văn học, văn nghệ đại chúng
Đã có nhiều bài báo, bút ký, hồi ký của các tác giả ở cả 2 chiến tuyến viết về trận nầy. Một bài hát nổi tiếng mang tên "Người ở lại Charlie" cũng đã được nhạc sĩ Trần Thiện Thanh sáng tác nhằm tưởng niệm Trung tá Nguyễn Đình Bảo, Tiểu đoàn trưởng Tiểu đoàn 11 Nhảy dù Quân lực Việt Nam Cộng hòa, tử trận ngày 12 ngày 4 năm 1972 trong trận nầy.